# Blossia filicornis
Espèce
Blossia filicornis est une espèce de solifuges de la famille des Daesiidae.

## Distribution
Cette espèce est endémique de Namibie.

## Description
Le mâle holotype mesure 8,75 mm et la femelle 13,5 mm.

## Publication originale
- Hewitt, 1914 : Records and descriptions of the Arachnida of the Collection. In: The Percy Sladen Memorial Expedition to Great Namaqualand 1912-1913. Annals of the Transvaal Museum, vol. 4, p. 146-159.